# Waynesburg (Pensilvania)
Waynesburg es un borough ubicado en el condado de Greene en el estado estadounidense de Pensilvania. En el año 2000 tenía una población de 4,184 habitantes y una densidad poblacional de 1,945 personas por km². Waynesburg es también la sede de condado del condado de Green.

## Geografía
Waynesburg se encuentra ubicado en las coordenadas 39°53′51″N 80°11′8″O / 39.89750, -80.18556.

## Demografía
Según la Oficina del Censo en 2000 los ingresos medios por hogar en la localidad eran de $30,990 y los ingresos medios por familia eran $42,933. Los hombres tenían unos ingresos medios de $31,577 frente a los $22,458 para las mujeres. La renta per cápita para la localidad era de $15,333. Alrededor del 13% de la población estaba por debajo del umbral de pobreza.